# Plecotus strelkovi
Plecotus strelkovi é uma espécie de morcego da família Vespertilionidae. Pode ser encontrado na Ásia Central.